# Woodward (Familienname)
Woodward ist ein englischer Familienname.

## Namensträger

### A
- Alice Woodward-Horsley (1871–1957), neuseeländische Ärztin, Anästhesistin, Bakteriologin und Pathologin
- Alice B. Woodward (1862–1951), britische Künstlerin und Illustratorin
- Amanda Woodward (* 1965), US-amerikanische Psychologin
- Arthur Smith Woodward (1864–1944), britischer Paläontologe

### B
- Barbara Woodward (* 1961), britische Diplomatin
- Bernard Barham Woodward (1853–1930), englischer Geologe und Zoologe
- Bernard Bolingbroke Woodward (1816–1869), britischer Historiker, Pfarrer und Bibliothekar
- Bob Woodward (* 1943), US-amerikanischer Journalist

### C
- C. Vann Woodward (Comer Vann Woodward; 1908–1999), US-amerikanischer Historiker
- Caroline Marshall Woodward (1828–1890), US-amerikanische Autorin
- Clive Woodward (* 1956), englischer Rugbyspieler und -trainer

### D
- Dani Woodward (* 1984), US-amerikanische Pornodarstellerin
- Danielle Woodward (* 1965), australische Kanutin
- David Woodward (1942–2004), britisch-amerikanischer Kartograf
- Duane Woodward (* 1976), US-amerikanischer Basketballspieler

### E
- Edward Woodward (1930–2009), britischer Schauspieler
- Ernest Llewellyn Woodward (1890–1971), britischer Historiker

### F
- Frank Lee Woodward (1871–1952), englischer Buddhist und Theosoph

### G
- Gabe Woodward (* 1979), US-amerikanischer Schwimmer
- George Moutard Woodward (1760–1809), englischer Karikaturist und Schriftsteller
- George Washington Woodward (1809–1875), US-amerikanischer Politiker
- Gilbert H. Woodward (1917–1973), US-amerikanischer Generalleutnant
- Gilbert M. Woodward (1835–1913), US-amerikanischer Politiker

### H
- Harry Woodward (Fußballspieler, 1886) (Henry Woodward; 1886–1918), englischer Fußballspieler
- Harry Woodward (Fußballspieler, 1894) (Henry John Woodward; 1894–1969), walisischer Fußballspieler
- Harry Woodward (Fußballspieler, 1919) (Harry George Woodward; 1919–1984), englischer Fußballspieler
- Henry Woodward (Schauspieler, 1714) (1714–1777), englischer Schauspieler und Pantomime
- Henry Woodward (Geologe) (1832–1921), britischer Geologe und Paläontologe
- Henry Woodward (Erfinder) (um 1850–??), kanadischer Erfinder
- Henry Woodward (Schauspieler, 1882) (1882–1953), amerikanischer Schauspieler
- Hilda Woodward (1913–1999), britische Pianistin, Mitglied von Lieutenant Pigeon
- Horace Bolingbroke Woodward (1848–1914), britischer Geologe und Paläontologe
- Hugh Beistle Woodward (1885–1968), US-amerikanischer Politiker

### J
- Joan Woodward (1916–1971), britische Soziologin
- Joanne Woodward (* 1930), US-amerikanische Schauspielerin
- John Woodward (Naturforscher) (1665–1728), englischer Naturhistoriker, Geologe und Arzt
- John Woodward (Rugbyspieler) (1931–2017), englischer Rugby-Union-Spieler
- John Woodward (Schriftsteller) (John Lawrence Woodward; * 1954), britischer Schriftsteller
- John Douglas Woodward (Maler) (1846–1924), US-amerikanischer Maler und Illustrator
- John Douglas Woodward (Segler) (1925–1995), kanadischer Segler
- Joseph A. Woodward (1806–1885), US-amerikanischer Politiker
- Josh Woodward, US-amerikanischer Musiker und Songwriter

### K
- Keith Woodward (* 1951), US-amerikanischer Sportler

### M
- Margaret Woodward (* 1960), US-amerikanische Generalin
- María Victoria Woodward (* 1991), argentinische Sprinterin
- Morgan Woodward (1925–2019), US-amerikanischer Schauspieler

### N
- Nathan Woodward (* 1989), britischer Hürdenläufer

### P
- Paul R. Woodward, US-amerikanischer Mathematiker und Astrophysiker
- Peter Woodward (* 1956), britischer Schauspieler, Drehbuchautor und Stuntman

### R
- Racheal Lynn Woodward (* 1994), US-amerikanische Singer-Songwriterin, siehe RaeLynn
- Robert B. Woodward (1917–1979), US-amerikanischer Chemiker (Organische Chemie) und Nobelpreisträger
- Robert B. Woodward (Vergnügungsparkbetreiber)
- Robert F. Woodward (1908–2001), US-amerikanischer Diplomat
- Robert Simpson Woodward (1849–1924), US-amerikanischer Geodät, Geophysiker und Astronom
- Robert Upshur Woodward (* 1943), US-amerikanischer Journalist und Aufklärer der Watergate-Affäre, siehe Bob Woodward
- Roger Woodward (* 1942), australischer Pianist, Musikpädagoge und Komponist

### S
- Samuel Woodward (1790–1838), britischer Geologe, Naturalist und Historiker
- Samuel Pickworth Woodward (1821–1865), britischer Geologe
- Sandy Woodward (1932–2013), britischer Admiral
- Shannon Woodward (* 1984), US-amerikanische Schauspielerin
- Shaun Woodward (* 1958), britischer Politiker (Labour Party)
- Simon Woodward, britischer Chemiker und Hochschullehrer
- Skyler Woodward (* 1993), US-amerikanischer Poolbillardspieler

### T
- Tanya Woodward (* 1970), englische Badmintonspielerin
- Ted Woodward (1931–2017), englischer Rugby-Union-Spieler

### V
- Vivian Woodward (1879–1954), englischer Fußballspieler

### W
- William Woodward (Politiker), US-amerikanischer Politiker (South Carolina)
- William Woodward (Künstler) (1859–1939), US-amerikanischer Künstler und Maler
- William Woodward (Schriftsteller) (1874–1950), US-amerikanischer Schriftsteller
- William Culham Woodward (1885–1957), kanadischer Politiker